# There’s a Bond Between Us
There’s a Bond Between Us — второй и последний студийный альбом британской группы The Graham Bond Organisation, вышедший 10 ноября 1965 на лейбле Columbia Records. В 1999 году был переиздан на CD месте с первым альбомом The Sound of ’65.
Композиция «Camels and Elephants» с этого альбома, сочинённая Джинджером Бейкером, послужила прототипом композиции «Toad» группы Cream.

## Об альбоме
Известный музыкальный критик Брюс Эдер высоко оценил оба альбома группы, в рецензии на издание 1999 года он писал:

Этот комплект из двух пластинок обязателен к прослушиванию для всех, кто серьезно интересуется британским блюзом, ранним звучанием Rolling Stones или историей популярной музыки в Англии или Америке конца 50-х и начала 60-х годов. В Англии в 1957—1962 годах джаз и блюз свободно смешивались, особенно среди молодых энтузиастов блюза и более открытых джазменов — к 1963 году большинство первых ушли, чтобы сформировать такие группы, как Rolling Stones, Yardbirds, Pretty Things и т. д., с гитарами на переднем крае их звучания, в то время как последние (в первую очередь крестный отец британского блюза Алексис Корнер) сохранили некоторые джазовые элементы в своем творчестве. Graham Bond Organization представляли более джазовую сторону британского блюзового бума, менее харизматичную и сексуально провокационную, чем блюз-роковые группы вроде The Stones или The Yardbirds, но не менее мощный продукт того же вдохновения, саксофон и орган были гораздо более заметны в их звучании. Действительно, игра Грэма Бонда на органе, представленная на этом CD, является отдаленным предшественником более амбициозных клавишных экскурсий Кита Эмерсона 3—4 года спустя, без постоянного копирования классических риффов. Игра и пение (Грэма Бонда и молодого Джека Брюса) необычайно проникновенные, а когда Джинджер Бейкер исполняет соло в «Oh Baby», это прекрасный, мощный, даже лирический опыт (как и барабанные соло), и один из тех смелых, трансцендентных, виртуозных моментов, сродни соло на губной гармошке Брайана Джонса в версии «Hi-Heel Sneakers» от Stones.

## Список композиций
Сторона «А»
1. Who’s Afraid of Virginia Woolf? — 2:05
2. Hear Me Calling Your Name — 2:37
3. The Night Time Is the Right Time — 3:01
4. Walkin’ in the Park — 3:30
5. Last Night — 3:00
6. Baby Can It Be True? — 5:04

Сторона «Б»
1. What’d I Say? — 4:16
2. Dick’s Instrumental — 2:33
3. Don’t Let Go — 2:43
4. Keep A’ Drivin’ — 2:04
5. Have You Ever Loved a Woman? — 4:53
6. Camels and Elephants — 4:41

## Участники записи
- Дик Хекстолл-Смит — саксофоны
- Джинджер Бейкер — ударные
- Джек Брюс — бас, губная гармоника
- Грэм Бонд — орган Хаммонда, вокал, меллотрон, саксофон